# 無文銀銭

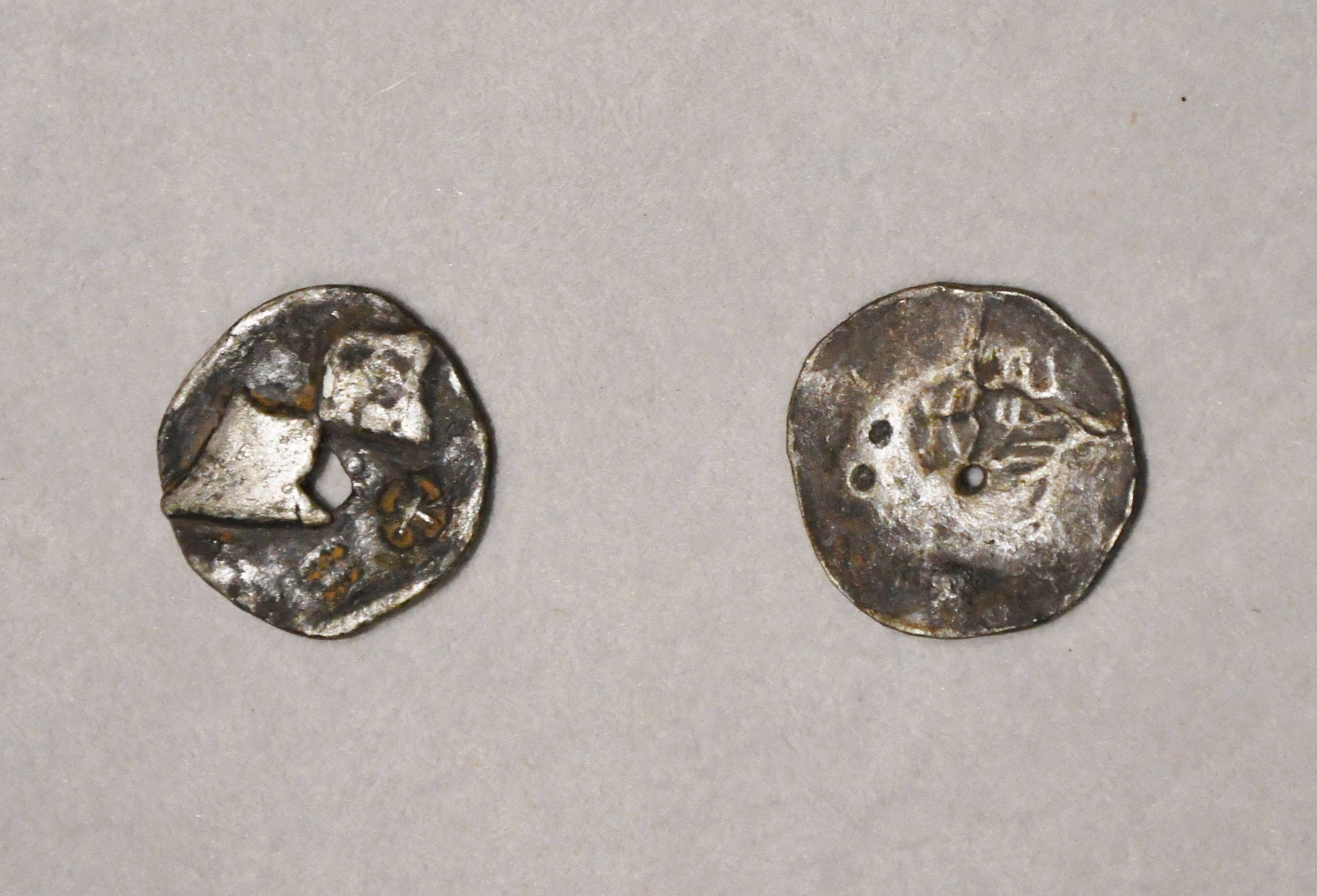
無文銀銭（複製）国立歴史民俗博物館展示。

無文銀銭（むもんぎんせん）は、近江朝時代（667年-672年）ごろに発行されたと推定され、日本最古の貨幣といわれている。私鋳銀貨とする説、国家による発行の可能性もあるとする説がある。

## 概要
直径約3センチメートル、厚さ約2ミリメートル、重さ約8-10グラム。今までに大和で7遺跡、近江で6遺跡、摂津・河内・山城・伊勢の地域で1遺跡ずつの合計17遺跡から約120枚出土している。
銀の延べ板を裁断加工して作られ、古銭の特徴である四角い孔がみられず、小さな丸い孔があるだけである。一般に「和同開珎」のような銭文はないが、「高志」「大」「伴」「○」「×」「田」「T（丁）」などの文字や図形が刻まれたものも出土している。表面に銀片を貼り付けてあるものが多く、重さを揃えるためだったとされる。
『日本書紀』天武天皇12年（683年）の記事に「今より以後、必ず銅銭を用いよ。銀銭を用いることなかれ」とあり、富本銭に先行して流通していた銀銭ではないかと考える説もある。また、和同開珎が銀銭を先に発行していることと、無文銀銭との関係を指摘する説もある。
無文銀銭が用いられていた当時、朝鮮半島では銀銭は使用されておらず、中国でも銅銭が主流であったが、その理由について、田中史生は『越境の古代史』において、次のような旨で解釈している。新羅・百済・高句麗では、金銀の使用は王権の規制が働き、王権の身分秩序の表象としての機能を備えていたことは、文献・考古学的にも証明されている。それに対し、7世紀以前の日本では、金銀を国際社会からの供給に頼っていたため、各豪族（首長）が入手し、王権の規制を受けず、多元的に流通する下地があった。さらに当時、銀銭を使用していた国は、東南アジアと中央アジアの国であったことから、これらの国からの渡来人の影響が考えられ、『紀』白雉5年（654年）のトカラ国（大夏）人が漂着した記事に目を付け、こうした漂着渡来人と関連したものではないかと考察する。

## 出土例

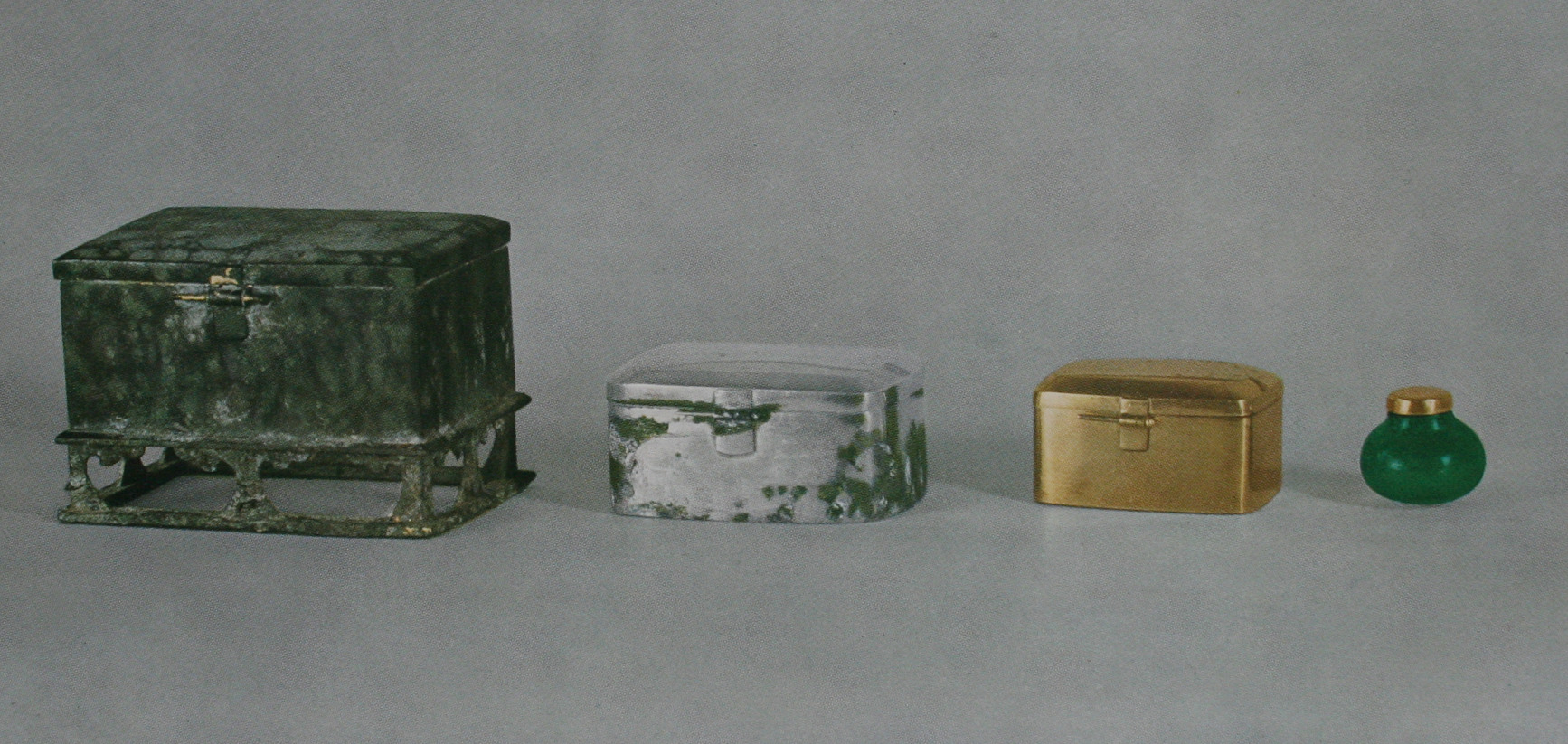
崇福寺跡から無文銀銭と共に出土した舎利蔵器（左）。無文銀銭はこの脚部に並べられていた。

無文銀銭はこれまでに17遺跡（18遺跡）から出土し、大和国 7遺跡（8遺跡）、近江国 6遺跡、摂津国・河内国・山城国・伊勢国がそれぞれ1遺跡で、7世紀後半に都が置かれた附近に集中する。
出土数が多い近江では大津宮（667-672年）との関連が示唆され、天智朝期に発行された説が有力とされる。大和では飛鳥京（6世紀末-7世紀末）、藤原京（694-710年）、平城京（710-784年）から出土し、かなり長期に亘って使用された可能性が示唆される。また、摂津の難波京（645年以降）附近でも出土している。
- 延享のころ大隅国から出土[11][12]。
- 宝暦11年（1761年）摂津国天王寺村（大阪市天王寺区） : 眞寳院の畑から100枚前後。2枚現存[7][9][13]。
- 明治6年（1873年）添下郡都祁村（奈良市横領町） : 平城京右京三条一坊から1枚[7][9][13]。
- 昭和15年（1940年）大津市 : 崇福寺跡, 舎利蔵器と共に12枚（1枚紛失）[7][9][13]。
- 1958年, 明日香村川原 : 川原寺跡から1枚。半裁品[7][9]。
- 1956年, 柏原市船橋 : 船橋遺跡から1枚[7][9]。
- 1976年, 明日香村岡 : 飛鳥京から1枚[7][9]。
- 1976年, 鈴鹿市加佐登町 : 北野古墳から1枚[7][9]。
- 1986年, 明日香村飛鳥 : 石神遺跡から1枚[7][9]。
- 1985年, 橿原市四条町 : 藤原京左京六条三坊から1枚。周囲の削り取り有[7][9]。
- 1987年, 大津市瀬田 : 唐橋遺跡から1枚[7][9]。
- 1988年, 守山市赤野井町 : 赤野井湾南遺跡から1枚[7][9]。
- 1988年, 栗東町安養寺 : 狐塚遺跡から1枚[7][9]。
- 1994年, 桜井市谷 : 谷遺跡から1枚。切断片[7]。
- 1995年, 甲良町尼子出屋敷 : 尼子西遺跡から1枚[7][9]。
- 1994年, 京都市左京区北白川 : 小倉別当町遺跡から1枚[7][9]。
- 1997年, 奈良市 : 平城京右京二条三坊四坪から1枚[7][9]。
- 1998年, 明日香村 : 富本銭が出土した飛鳥池遺跡から1枚分の切断片6片[9][7]。
- 2004年, 栗東町 : 霊仙寺遺跡から1枚。切断片[7][9]。

## 無文銀銭は貨幣か
戦前は「わが国で最初に造られた貨幣」と言われていたが、昭和47年（1972年）の文献は「これを貨幣として認めるには無理」としている。現在では、一応通貨としての価値を認められていたと推定されている。
内田銀蔵(1921)は、天武紀の銀銭の候補に掲げ、政府の公鋳品でなく、朝鮮産の銀を材料として我国にて私人が適宜製作し行用した可能性があり、和銅以前に自然に行用していた原始的の銀銭であろうとしている。また無文銀銭が銀一両（24銖）の1/4に充たる一分銀（6銖）であるとした。
西村眞次(1933)は、白鳳12年（天武天皇12年）の条や同3年の対馬の銀産出記事に触れ、装身具の一種と考えられないことも無いが、天王寺村から100個も一時に出土したことから装身具では合点がいかない。一種の通貨として考えた方が良いとした。
黒田幹一(1942)は、円形小孔の「銭形品」であり、国家が初めて鋳銭を行うに際してこのような粗雑なるものを鋳造する理由がないとした。
青山礼志(1982)は、量目のバラつきが少なく、眞寳院の出土100枚前後が副葬品として埋められたにしては多過ぎることから、通貨ではなかったにせよ、自然貨幣から正規の発行貨幣に移る過渡的な流通財と認めざるを得ないとしている。
滝沢武雄(1996)は、崇福寺趾から発掘された銀銭11枚の質量が 6.7 グラムから最大 35.7 グラムまであって一定しておらずこの銀銭は秤量貨幣であったことを示し、和同開珎とは性格が異なる貨幣としている。
今村啓爾(2001)は、遺跡に残るものは、凡そそれが捨てられたか、故意に埋められたかであり、銀のような貴重なものが捨てられることは考えにくいから、無文銀銭が鎮壇具としての使用状況の出土に偏るのであり、それが厭勝銭を意味するものではないと指摘している。丁銀（秤量貨幣）や近代までの世界の金銀貨（本位貨幣）を挙げるまでもなく、貨幣を名目貨幣だけに狭く限定するのは不適切であるとする。
無文銀銭の量目は、特大の1枚と、銀片の剥離跡が見られる1枚や切断片を除くと 8.2 グラムから 11.2 グラムの範囲にある。平均すると 10 グラム程度であり、1両（24銖, 約41.5 グラム）の1/4程度である。江戸時代の古銭書には「二匁八分」（ 10.4 グラム）と記したものが多い。これはまさに 1分（6銖）を意識した貨幣（一分銀）であるとされる。今村(2001)は、量目がほぼ揃い計数貨幣的であり、丁銀以上に貨幣的であるとする。
新羅の文武王12年（672年）の記事に、唐皇帝に「銀三万三千五百分」を進貢したとあり、単位が「分」である。

## その他
- 『日本書紀』顕宗天皇2年10月6日（486年11月17日）条に「稲斛銀銭一文」とあり、この時代の銀銭の使用を示すものであるとする見解もある。7世紀以前については、『魏志』東夷伝・弁辰の条に、「韓・濊（わい）・倭、皆従ってこれ（鉄）を取る。諸市（物品を）買うに皆鉄を用い、中国の銭を用いるが如し」と記述され、鉄が銭貨の代わりとして流通していた記述があり、考古学的にも古墳時代からは鉄鋌（てつてい、鉄板）が1147枚出土しており、その中でも1057枚が畿内に集中しており[22]、これらの記述と出土遺物から、『紀』の5世紀末の記事にみられる銀銭とは鉄鋌のことであると考古学者の白石太一郎は主張している。熊谷公男も、鉄鋌には、重さに一定の規格が認められ、貨幣に代わる機能を果たしていた可能性があるとしている[23]。5世紀の伽耶において鉄鋌が貨幣として用いられたという根拠の一つとして、紐で結わえて持ち運びやすいようにされている点が挙げられる[24]。
- 7世紀当時に発見された銀山は対馬銀（『日本書紀』）であり、戦国期以降に流通した石見銀ではない（「対馬銀山」の項目を参照）。

## 正史の記述
以下に正史である『日本書紀』および『続日本紀』から、無文銀銭に関連が深いと推定されている記事を抜粋する。銭銘のない無文ゆえ「銀銭」や「銀」の記述が無文銀銭を指しているか否かは諸説ある。
『日本書紀』顕宗天皇2年（486年）の条は、中国の古典『後漢書』の顕宗明帝紀の永平2年（59年）に「稲斛銀銭一文」部分が「粟斛三十」になっているなど置換は見られるものの殆ど同文の記録が見られ、借文に過ぎないともされる。
『後漢書』永平二年の条。